# Călimănești-Căciulata
Călimăneşti-Căciulata é uma cidade da Romênia com 8.923 habitantes, localizada no judeţ (distrito) de Vâlcea.